# La Mort et le Bûcheron
La Mort et le Bûcheron est la seizième fable du livre I de Jean de La Fontaine situé dans le premier recueil des Fables de La Fontaine, édité pour la première fois en 1668. La fable a été illustrée en musique par Francis Poulenc dans Les Animaux modèles en 1942. 
La fable La mort et le Bûcheron est liée à la fable La Mort et le Malheureux. C'est une fable double comme Le Lion et le Rat / La Colombe et la Fourmi, Le Loup, la Chèvre et le Chevreau / Le Loup, la Mère et l'Enfant, Le Pâtre et le Lion / Le Lion et le Chasseur et Le Héron / La Fille.

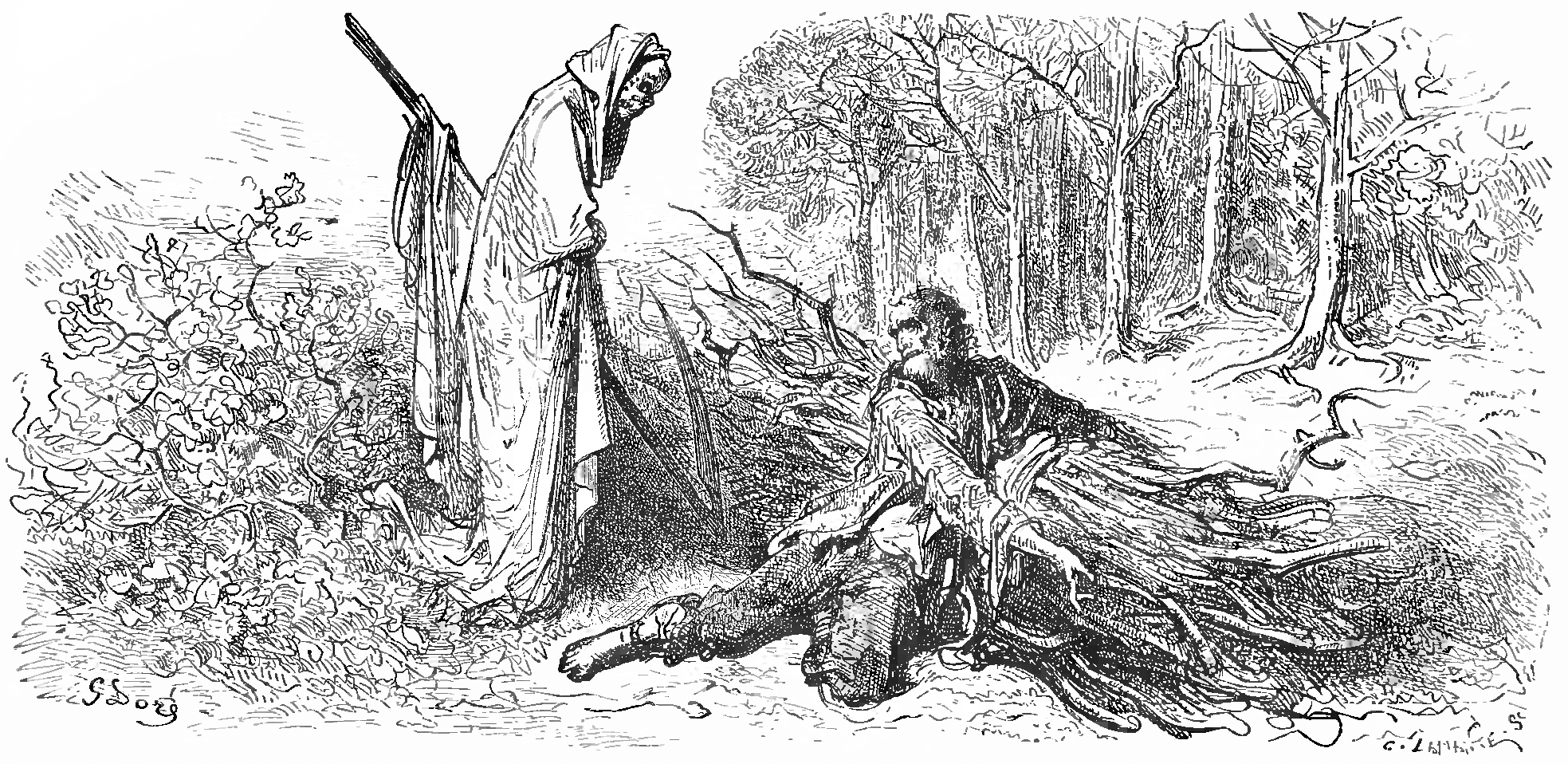
Illustration de Gustave Doré (1876)

## Texte
LA MORT ET LE BÛCHERON
[Ésope]
Un pauvre Bûcheron, tout couvert de ramée,

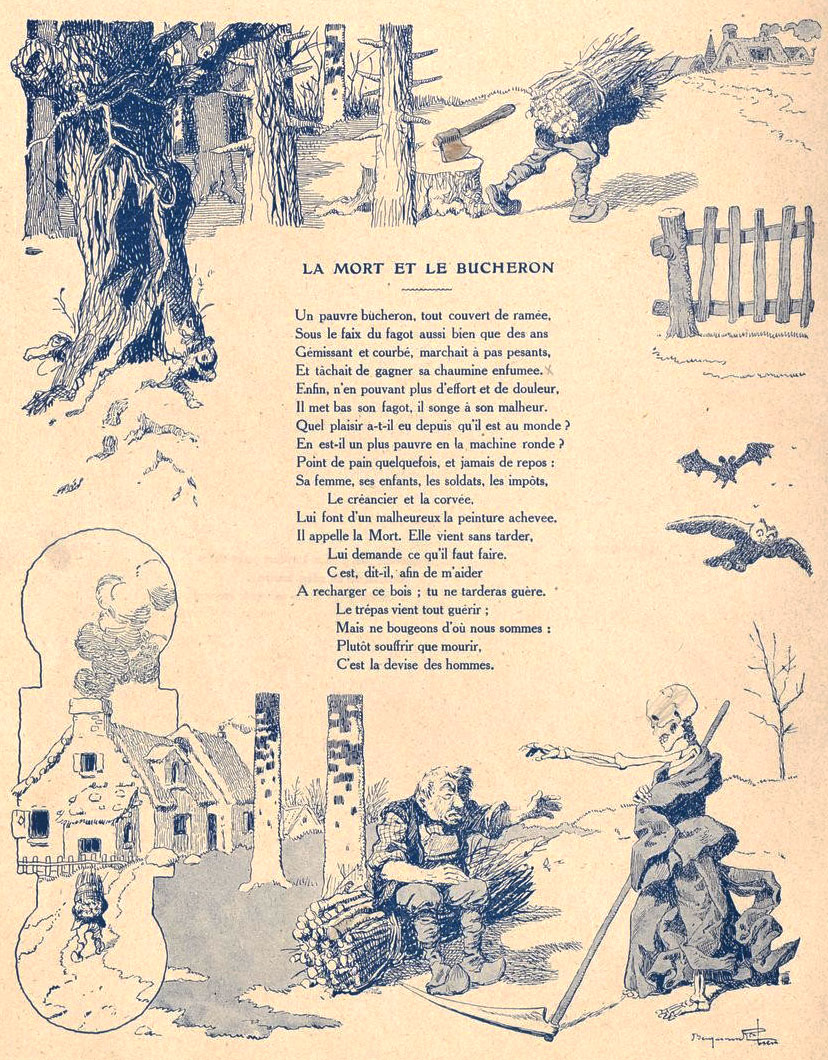
Illustration de Benjamin Rabier (1906)

Estampe de Alphonse Legros (1880)

Sous le faix du fagot aussi bien que des ans

Gémissant et courbé, marchait à pas pesants,

Et tâchait de gagner sa chaumine enfumée.

Enfin, n'en pouvant plus d'effort et de douleur,

Il met bas son fagot, il songe à son malheur.

Quel plaisir a-t-il eu depuis qu'il est au monde ?

En est-il un plus pauvre en la machine ronde ?

Point de pain quelquefois, et jamais de repos.

Sa femme, ses enfants, les soldats, les impôts,

       Le créancier, et la corvée

Lui font d'un malheureux la peinture achevée.

Il appelle la Mort. Elle vient sans tarder,

       Lui demande ce qu'il faut faire

       "C'est, dit-il, afin de m'aider

À recharger ce bois ; tu ne tarderas guère."

       Le trépas vient tout guérir ;

       Mais ne bougeons d'où nous sommes.

       Plutôt souffrir que mourir,

       C'est la devise des hommes.
— Jean de La Fontaine, Fables de La Fontaine, La Mort et le Bûcheron
Vocabulaire
ramée : branches avec les feuilles
faix : faisceau puis fardeau

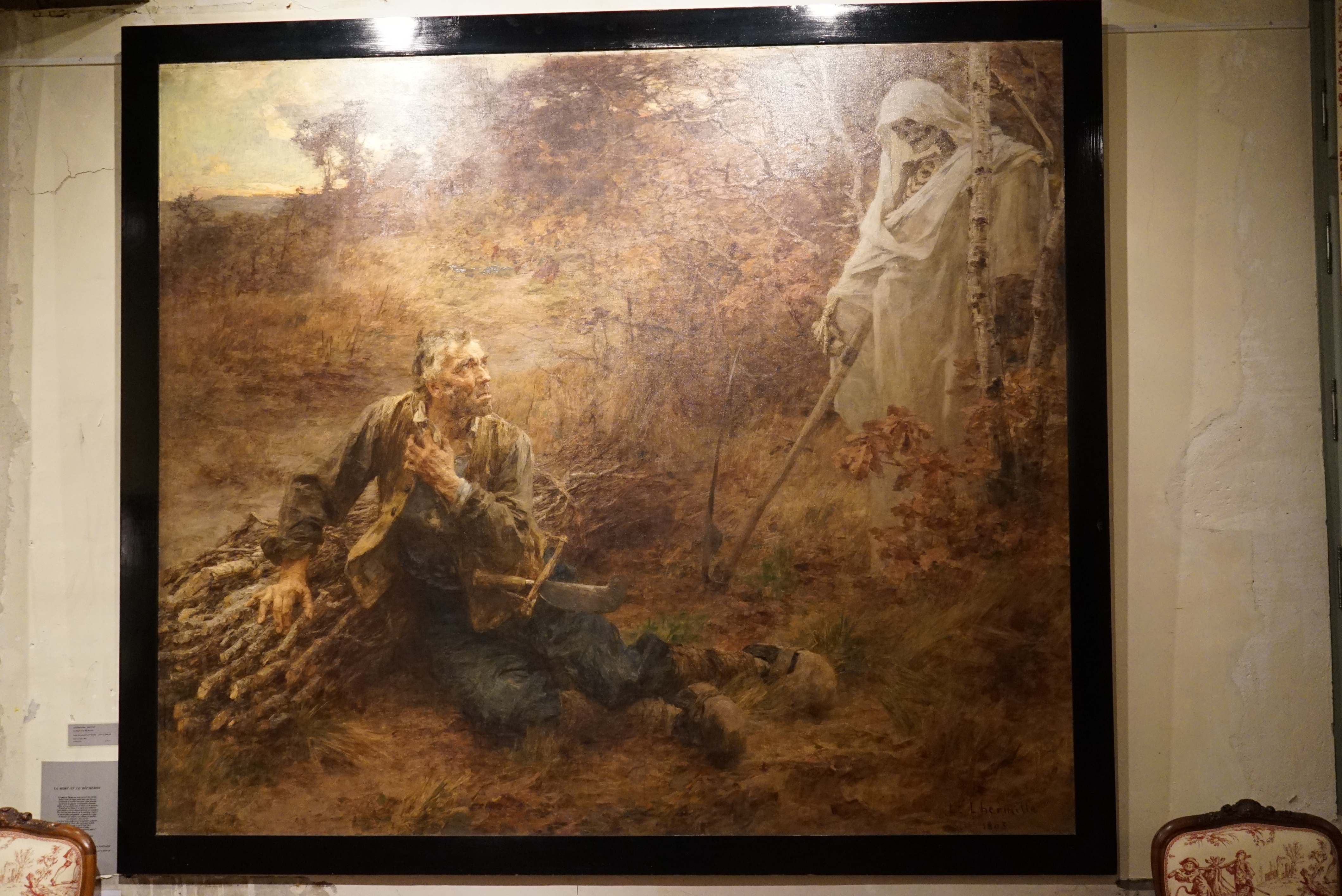
Tableau de Léon Lhermitte (1844-1925)

chaumine : cabane couverte de chaume, chaumière
machine ronde : la Terre
soldats : les soldats étaient logés chez l'habitant et les armées profitaient souvent de leurs déplacements pour piller les villages. La construction des premières casernes date de 1692 seulement et le casernement des troupes ne fut achevé que vers la fin du XVIIIe siècle
corvée : travail gratuit que l'on devait au seigneur. La corvée fut abolie la nuit du 04 août 1789
tu ne tarderas guère : tu ne te mettras pas beaucoup en retard, cela ne te retardera guère